# ドレス (お笑いコンビ)
ドレスは吉本興業に所属していたお笑いコンビ。1995年結成、1999年3月（心斎橋筋2丁目劇場閉館と同時）に解散。

## メンバー
- 金重高志（かねしげ たかし、1975年10月22日 - ）

ツッコミ担当。NSC14期生。
解散後は芸人を引退し、カネシゲタカシとして漫画家として活動している。
- 岩尾望（いわお のぞむ、1975年12月19日 - ）

ボケ担当。NSC14期生。
解散後は元「エレキグラム」の後藤輝基とフットボールアワーを結成。

## 活動経歴
- 関西大学社会学部在学中、漫才研究部で知り合った2人が1994年NSCに入学し1995年1月結成しデビュー。
- 主に、標準語でコントをしていた。内容は至ってシュールなもの。その後、コントと並行して漫才も行っていた。
- 岩尾のブサイクを扱ったネタは一切していなかった。が、「すんげ～!Best10」最終回でナレーターに『真面目な金重君と変な顔の岩尾君』と紹介されていた。
- 1999年1月、エレキグラムとの合同ライブ「ドレキグラム」を開催している。
- オールザッツ漫才'97で準優勝。この時準決勝でエレキグラムと対決し、勝利している。
- 1999年3月、コンビ解散を発表。解散理由としては、主戦場としていた2丁目劇場の閉鎖が決まった際に金重自身が芸人活動も終わろうと思い、芸人活動中に密かに出版社に投稿していた漫画作品が受賞したことも重なり引退を決意したとのこと。